# Operacija Kobra
Operacija Kobra (angleško: Operation Cobra) je bila ameriška vojaška operacija v času druge svetovne vojne, ki naj bi Američanom omogočila preboj iz Normandije, potem ko so se ti na njenih obalah izkrcali mesec dni prej. Operacija se je začela 25. julija in je trajala do 31. julija 1944, načrte zanjo pa je zasnoval generalporočnik Omar Nelson Bradley. V operaciji je Američanom uspelo mučne in krvave pehotne boje za Normadijo spremeniti v hitro in gibljivo napredovanje oklepnih in pehotnih enot skozi Francijo. Po tej izredno uspešni operaciji so bili Nemcem v Franciji šteti tedni.